# Cybalomia dulcinalis
Cybalomia dulcinalis là một loài bướm đêm trong họ Crambidae.